# 2019年8月中國大陸

## 8月1日
- 由原CCTV-7军事·农业频道拆分出的CCTV-7国防军事频道正式开播[1]，从原CCTV-7单独分出的CCTV-17农业农村频道也试验播出。[2]
- 一段北京地铁10号线上“外籍男子堵地铁门被女子踹飞”视频引发热议，有网友表示“踹的好”，也有网友表示“疑似摆拍”。目前警方已介入调查，初步判定系摆拍。[3]
- 自然资源部介入电视剧《亲爱的，热爱的》地图事件。这一事件由中国大陆民众的反台独情绪触发。是为当年热门电视剧的《亲爱的，热爱的》使用“问题地图”（即所示地图与中华人民共和国宣称领土不符的地图）。剧组使用地图时未履行地图审核程序，错误的表示藏南地区和阿克赛钦地区国界线、台湾岛和海南岛底色与大陆不一致、漏绘南海诸岛和南海诸岛归属范围线、克什米尔地区表示不符合中华人民共和国有关规定等问题。此次事件引发中国大陆网络热议，舆论将矛头指向导演瞿友宁，指其在作品“夹带私货”。事后，自然资源部开展对“问题地图”的核查整改工作。

## 8月2日
- 自7月20日以来，广西南宁市武鸣区累计报告上呼吸道感染病例101例（其中18例已出院，83例在医院留观治疗），病情较轻微，无危重病例。经、相关医学专家调查分析并结合实验室检测结果，初步认定为“以腺病毒为主的混合上呼吸道感染疫情”。[4]
- 8月2日，河南省鹤壁市淇县发生一起偷瓜案。庞某由于自家西瓜被宋某与其女儿耿某偷走，在追赶骑电动车的两人时致其摔倒受伤，民警处警后现场调解，庞某赔偿两人300元。淇县公安局“偷西瓜不算偷”的言论引起网友对人民警察公信力的热议。该事件被媒体报道后，淇县公安局进行核查，在民警训诫下，宋某与其女儿耿某主动退还了庞某之前赔偿的300元，双方达成谅解。[5]8月4日，鹤壁市公安局再次责令淇县公安局依法依规做出处理。对于宋某的行为，在鹤壁市公安局给出的通报中，将淇县公安局原本写的“宋某摘瓜”，改为了“宋某偷瓜”。最终，鹤壁市公安局对宋某作出了行政拘留3日的处罚决定；对北阳派出所责任民警采取停止执行职务措施。[6]

## 8月3日
- 據氣象部門表示，自8月2日至3日凌晨，四川樂山市廣泛地區下暴雨，有86個監測點更錄得大暴雨，3個監測站錄得特大暴雨，其中馬邊縣雪口山鄉錄得近300毫米雨量。暴雨導致樂山市近9000人受災、1000人須緊急疏散。峨邊縣及馬邊縣多個鄉鎮電力中斷、多處交通受阻。暫未收到傷亡報告[7]。

## 8月4日
- 8月1日，一辆满载井盖的半挂车途经河南固始县时发生侧翻。2日上午，车主宋先生发现，33吨井盖已快被附近村民搬光。宋先生称，他赶到现场时，不仅没人听他劝阻，一车一车往回（自己家中）拉，还有人追着打他。8月3日，当地警方回应称，没人在场看护不算哄抢，少量侵占够不上犯罪。当地警方“抢井盖不算抢”的言论引起网友对人民警察公信力的热议。[6]8月4日，固始县公安局组成专案组，并组织专门力量追回了部分井盖。涉事民警已停职接受调查[8]。河南人偷井盖本是对河南的地域妖魔化现象中常见例子。

## 8月5日
- 1美元兌人民币的汇率在在岸和离岸市场双双失守“7”（即7人民币=1美元），为2008年4月后首次。[9]这一整数关口过往一度被认为是人民币对美元的重要心理关口。[10]中国人民银行认为，人民币破“7”是受单边主义和贸易保护主义措施及对中国加征关税预期等影响。[11]随后美国将中国列为汇率操纵国。[12]
- 一芳水果茶支持香港“三罢”引起大陆网友热议。与此同时，Coco都可，一点点，贡茶等奶茶品牌将台湾与中国并列引起大陆网友不满，逐渐演变至对港台奶茶品牌的抵制活动。[13]也有网友认为奶茶店与反送中无直接关系，对抵制奶茶持反对态度。[14]

## 8月6日
- 凌晨，知名说唱组合红花会成员贝贝在直播过程中和粉丝吵起来之后，拿起旁边的刀具，将自己的小拇指剁下。随后他被直播平台封杀，微博也被清空。他的举动引起网友热议。组合其他成员解释说他患有甲亢因此做出这种举动。但这种说法并没有得到广泛认可。[15]不久后，因事件持续发酵，该组合宣布解散。[16]而贝贝的举动也让不少人担心是否会在中国大陆引起对说唱的抵制与误解。[15]
- 国务院正式印发《中国（上海）自由贸易试验区临港新片区总体方案》，上海自贸区新片区位置公布。[17]
- 上午10时30分，深圳公安1.2万名警力快速集结，在深圳宝安海滨广场举行声势浩大的广东公安夏季大练兵“深圳亮剑”行动誓师大会。中华人民共和国70周年国庆在即，官方称此举意为坚决夺取中华人民共和国成立70周年大庆安保攻坚战的全面胜利。[18]不少香港媒体与大陆媒体也猜测，大陆是想要借此次演练警告香港示威者，暗示中国公安有直接介入香港的可能性与能耐。[19]

## 8月7日
- 国务院港澳办和香港中联办在深圳联合召开关于香港当前局势座谈会。国务院港澳办主任张晓明、中联办主任王志民等人，与港区全国人大代表、全国政协委员等香港各界人士进行了座谈。张晓明表示，如果局势进一步恶化，出现香港特区政府不能控制的动乱，中央绝不会坐视不管。按照基本法规定，中央有足够多的办法、足够强大的力量迅速平息可能出现的各种动乱[20]。这被认为是有可能动用驻港部队的信号。

- 国家电影局宣佈暫停电影和人員参加第56屆金馬獎，因此多部電影未投件報名[21]。

- 电视剧《亲爱的，热爱的》地图事件后续，8月7日的消息指，自然资源部在2019年上半年已完成对29家“世界500强”企业官方网站“问题地图”的核查整改工作；完成了国务院组成部门、省级人民政府主办的大型会议和展览徽标使用地图情况的核查及“问题地图”标识整改工作，并对涉及粤港澳大湾区相关新闻、“一带一路”有关互联网网站书刊、亚洲文明大会相关网站存在的“问题地图”进行了核查整改。[22]

## 8月8日
- 山东青岛市专业气象台官方微博发文指责青岛市人民政府新闻办公室“青岛发布”头条号，认为对方违规发布台风预警，引发舆论关注。该头条号作为政府官方信息发布渠道，在传播气象信息时更改“青岛气象”的预报。擅自将“台风路径预测”更改为“台风预警”。8月9日，“青岛发布”致歉称，因专业知识欠缺导致信息传递不够专业和精准，今后将提高专业素养，规范发布平台的管理，杜绝此类事件再次发生。[23]
- 傍晚，中国·成都2019第十八届世界警察和消防员运动会在成都市双流体育中心内隆重开幕。[24]
- 中华人民共和国第二届全国青年运动会于8月8日在山西太原开幕。[25]

## 8月9日
- 中央气象台8月9日6时发布今年首个台风红色预警。8时30分升级台风应急响应至二级，浙江、福建、江苏、上海、山东及可能受影响的省级气象局根据实际研判启动或调整相应应急响应级别。超强台风“利奇马”预计将于9日半夜到10日上午在浙江沿海登陆。[26]登陆后，“利奇马”将转向偏北方向移动，强度逐渐减弱。[27]
- 民航局向香港国泰航空发出重大航空安全风险警示。7月28日上環衝突，有49人被捕，包括國泰機師廖頌賢被控暴動罪獲准保釋。[28]民航局称，香港国泰航空先后发生飞行人员参与暴力冲击被控暴动罪却未被停止飞行活动，以及恶意泄露航班旅客信息等事件，存在严重威胁航空安全的隐患，造成了恶劣的社会影响，增加了香港至内地的输入性航空安全风险。[29]
- 2019华为开发者大会在东莞篮球中心召开，华为消费者业务CEO余承东在会上正式推出华为自主研发的鸿蒙OS系统。[30]

## 8月10日
- 浙江省温州市永嘉县一山村遭遇特大暴雨，引发山体滑坡形成堰塞湖，后堰塞湖决口导致22人罹难与10人失踪。[31][32]
- 特大暴雨导致椒江水位暴涨，洪水冲开台州府城墙城门涌入临海市。10日晚，在天文高潮位和暴雨导致洪峰的叠加下，临海市区发生严重洪涝灾害，水位超历史最高水位近1.5米，老城区大量建筑被淹没。临海市公安局因市区冲锋舟不足，在全市范围紧急征用冲锋舟进行救援，解放军东部战区、各民间救援队亦迅速赶往受灾地区救援。[33][34]
- 大批武警车队深圳集结，有市民推测，武警集结是为了参加广东公安夏季大练兵。[35]有报道指出，集结地點為深圳的深圳灣體育館，此地距離香港邊境僅一步之遙，與上次發生暴力事件的元朗區，僅有十幾公里。于是也推测这次集结对香港起到震慑作用，并可能在紧急状态进入香港。[36]

## 8月11日
- 在“利奇马”影响下，山东普降暴雨。潍坊市临朐县24小时降水量达338mm，县内句月湖水位暴涨，将湖畔凉亭冲垮。[37]
- 有大陆网友发现著名时装品牌范思哲的一款T恤上将“香港、澳门列为国家”。8月11日凌晨，范思哲就此错误设计致歉，声明指出该T恤已于7月24日在官方所有销售渠道下架并销毁，声明也重申范思哲“坚决尊重中国领土国家主权”。[38]不过也有港台网友表示支持范思哲，认为中国大陆的做法表明大陆人过于“玻璃心”，同时重申港台有主权，在网络上引起激烈论战。[39]

## 8月12日
- 继范思哲被发现将香港台湾与国家并列引起中国大陆网民不满后，又一著名时装品牌蔻驰也步其后尘。导致诸多大陆艺人纷纷与其解约。[40]著名时尚品牌CK也被曝出有如此做法，也引起大陆艺人解约潮。而艺人张艺兴未与CK解约引起众多大陆网友嘲讽“假爱国”。[41]与范思哲风波反应相同，不少港台网友表示大陆人过于“玻璃心”。[42]

## 8月13日
- 国泰航空CX899的飞行路线再度引起讨论。被公众质疑是航班空载“试探” 民航局态度，还疑被禁入中国领空备降日本。纽约当地时间11日20:20左右，延误十几个小时的国泰航空CX899次航班自纽约纽瓦克机场出发，飞往香港。根据国泰航空官方消息，“由于航班运营需要，本次航班将不载客”。根据此前飞行路线，CX899将在经过俄罗斯和蒙古领空后由北向南穿越中国内地抵达香港。但是，当日该航班没有却从俄罗斯上空直接飞到日本关西国际机场备降。有民航业内人士和民航爱好者爆料称，国泰航空可能是在测试内地监管部门是否真的严格执行其要求：向其（国泰航空）在内地的运行合格审定机构报送所有飞往内地和飞越内地领空的机组人员身份信息，未经审核通过，不予接收该航班。[43]对此，国泰航空发出声明解释称：原定于8月11日由纽约飞往香港的CX899航班，由于机械故障，故停在美国进行长达近20小时的维修。“我们已帮助所有旅客安排其他航班继续行程。CX899修好后空机飞回香港途中，遇到航空交通流量管制，需要排队方可降落。为了缓解航空交通堵塞情况，国泰航空特安排CX899航班备降日本大阪关西机场。此举与民航局近日对国泰提出的警示无关。”[44]

- 近日，因禁止游客携带食品入园且要翻包检查，上海迪士尼被一位法学专业的大学生告上法庭。上海迪士尼回应：外带食品与饮料的规定，与中国大部分主题乐园以及迪士尼在亚洲的其他目的地一致。而美国和法国的3家迪士尼乐园并没有禁止消费者携带食物进园的规定。此事件引起网民热议，大陆官媒与网民均对上海迪士尼的双标行为以及对亚洲地区的歧视表示不满。[45]

## 8月14日
- 晚间，京A88519事件视频引爆中国网络舆论，被舆论定义为“中国权贵阶层”彰显特权的事件。[46]

## 8月16日
- 随着湖南卫视综艺《中餐厅》第三季的热播，中国大陆影星黄晓明在网络上引起热议。他在综艺中担任店长一职，表现饱受网友质疑，被认为是“入戏太深”、“卖人设”、“大男子主义”、“油腻中年”等。其在节目中爆出的经典言论、口头禅也被网友们恶搞，制作成表情包等。如“我不要你觉得，我要我觉得”、“听我的”、“至少准备24份”。[47]他的这种霸道被戏称为“明学”，他本人在采访中认为可一笑而过。也有网友认为对黄晓明的批判其实表达了中国大陆网友们对现实生活中类似情况的不满。[48]

## 8月17日
- 深圳举行了武警公安联合大练兵。在大练兵中，参练的公安和武警用粤语喊话：“停止暴力！回头是岸！”此次练兵出动了装甲车、水炮车，并进行了相应演习。[49] 官媒中华网也指出，这次练兵实质上是为应对香港当前局势。[50]
- 随着香港局势的愈演愈烈，中国大陆网民组织帝吧在线“出征”反对港独与示威游行者。此事件得到新闻联播报道，并被认为是大陆民意的体现。[51]

## 8月18日
- 深圳建设中国特色社会主义先行示范区得到中央支持。[52]

## 8月19日
- 社交媒體推特和臉書宣布封鎖其平台上的大量賬戶，表示這些賬戶散播關於香港示威的"假消息"，推特目前已经封杀了936个账号，而其中绝大多数均来自中国大陆。网民纷纷表示这正是双标的最典型案例。[53]但也有专家认为这是受到了中美关系紧张的影响。[54]
- 河南省洛阳市中级人民法院对“殴打20年前班主任”案作出二审判决，维持原判。

## 8月21日
- 中国足协发布国足集训大名单，巴西无血缘归化球员埃尔克森的中文名“艾克森”位列其中。[55]网友普遍认为此举将增强国足实力，为冲击2022年世界杯助力。[56]大部分网民对此事持支持态度[57]，但也有网友认为无血缘归化会导致中国队不再“中国”，而成为了雇佣兵球队。[58]

## 8月22日
- 谷歌发布了一篇博客文章，表示它已经关闭了210个YouTube频道。该公司称，这些频道“在上传与香港抗议活动相关的视频时表现得很协调”。此举与推特和臉書之前的作为极其类似，引起中国大陆网民热烈讨论。[59]

## 8月23日
- 上海市浦东新区消费者权益保护委员会称，上海迪士尼不接受调解，不会就禁带食物、翻包检查等规定做更改。[60]

## 8月24日
- 江苏苏州，苏州文化综合执法官方微信发布内容称，在德云社苏州场演出中，发现节目涉嫌违规内容，执法人员及时干涉并予以制止。[61]据传德云社演出因有低俗内容，而台下有未成年人被叫停。[62]有网友[谁？]认为相声不等于低俗，有网友[谁？]认为有适度低俗内容也未尝不可；此事件引起中国大陆网民的热烈讨论。[來源請求]

## 8月25日
- 台风白鹿在福建登陆，随后转移至广东省，造成当地部分高铁停运，航班取消。[63]台风“白鹿”未造成人员伤亡。[64]
- 黄果树天星桥景区发生1儿童落水、3家属施救被冲走事件，造成一对母子死亡。景区称本就有警示牌，遇难者家属则称是在事故发生后才有的警示牌。[65]

## 8月26日
- 下午，香港艺人周柏豪通过官方微博发布声明，“生为中国人，热爱祖国、热爱香港。本人从未支持港独，也反对所有违法的暴力行为。”大陆网民对周柏豪微博挺中，Instagram搞港独，争普选的行为表示不满。[66]很多网友认为他是因为自己在大陆的演唱会即将开始，电影即将上映才做出挺中表态，认为他“两面派”。[67]

## 8月27日
- 北京首钢男篮宣布正式签约31岁的美籍华裔球员林书豪，新赛季他将作为球队外援出战CBA。[68]大陆网友纷纷对此表示欢迎，有媒体分析，在CBA压力小，收入高，不会有歧视，还有重返NBA的机会是林书豪选择CBA的主要原因。[69]
- 大陆艺人张艺兴因在社交媒体上公开支持香港警察与建制派，遭到人肉，更有甚者在社交平台发布其家人全部私人信息，并利用张艺兴本人身份证申请器官捐赠。[70]张艺兴妈妈发微博，警告人肉者：“我不怕你！你这种违法行为必然会受到法律的严惩！”大陆网民多对张艺兴及其家人做法表示支持和赞同。[71]该事件也稍稍扭转了张艺兴近日的“假爱国”风波造成的风评不佳。[72]

## 8月28日
- 上午10点左右，浙江省杭州市建国北路的体育场路至凤起路段发生路面塌陷，压塌燃气管道，燃气泄漏。路面坍塌系地铁5号线宝善桥站至建国北路站联络通道施工发生渗漏水导致。事件未造成人员伤亡。[73]事故疏散792户人家。[74]其中部分疏散小区楼体出现肉眼可见裂缝。[73]

## 8月29日
- 凌晨4时许，海南儋州市那大镇中兴大街与工业路交叉口往市区方向突发龙卷风，强度达到三级（国际标准EF2级）。此次龙卷风已致8人遇难2人受伤。[75]
- 武警和公安在深圳联合大练兵，大批部队集结进行防暴演练。“暴徒”头戴黄色安全帽，手持雨伞、木棍、火烧手推车，可以明显看出影射香港示威者。[76]

## 8月30日
- 2019年版第五套人民币将正式发行，包括：50元、20元、10元、1元纸币和1元、5角、1角的硬币。[77]

## 8月31日
- 2019年世界杯篮球赛在北京开幕，赛程从8月31日至9月15日。[78]
- UFC格斗之夜深圳站的比赛中，目前中国排名最高的选手张伟丽挑战卫冕冠军巴西选手杰西卡·安德拉德，战胜对手，成为中国首位UFC世界冠军。[79]
- 6时24分，云南玉溪市元江县发生3.9级地震，震源深度8千米。[80]